# Governança multipartite
A governança multipartite ou governança multissetorial (do inglês: multistakeholder governance) é um sistema de governança que indica o conjunto de estruturas, regras e políticas nas quais os diversos setores interessados da sociedade são envolvidos nas discussões e tomadas de decisão. Procura reunir partes interessadas para participar num diálogo, tomadas de decisão e implementação de respostas para problemas constatados em conjunto. O princípio por trás de tal estrutura consiste em aferir se existe contribuição suficiente fornecida pelas partes envolvidas em questão, a eventual decisão consensual ganha mais legitimidade e pode ser mais efetivamente implementada do que uma resposta tradicional baseada no estado.
As partes interessadas (stakeholders) referem-se a uma coleção de agentes de diferentes setores sociais, políticos, econômicos que intencionalmente trabalham juntos para governar uma área física, social, econômica ou política. O conjunto de agentes pode incluir corporações multinacionais, governos, organizações da sociedade civil, especialistas acadêmicos, especialistas técnicos, líderes comunitários, personalidades publicas e outros grupos institucionais. Nesse sentido, o multissetorialismo é diferente do multilateralismo porque inclui não apenas os governos, mas sim a sociedade de maneira mais ampla.
Uma condição mínima de um conjunto de partes interessadas é que um grupo deve ter duas ou mais partes interessadas de diferentes grupos sociais, políticos ou econômicos. Caso não tenha, o grupo é considerado uma associação comercial (todos os grupos empresariais), um órgão multilateral (todos os governos), um corpo profissional (todos os acadêmicos), etc. Quase todos os organismos com múltiplos setores e participantes têm pelo menos uma corporação multinacional ou um órgão afiliado a negócios e pelo menos uma organização da sociedade civil ou aliança de organizações da sociedade civil como membros-chave.
Terminologias alternativas em inglês incluem multi-stakeholder initiatives (MSIs), Multi-Stakeholder (MSH), multi-stakeholder processes (MSPs), mas também as expressões parcerias público-privadas (PPP), acordos informais governamentais, e regulamentação não estatal.
Sendo uma forma nova e em evolução na maneira de governar, apenas um número limitado de organizações e instituições está envolvido na governança multipartite. Em diversas áreas existem forças opostas que desafiam ativamente a legitimidade, responsabilidade e eficácia destas mudanças experimentais no governo em global.

## História e teoria contemporânea
A teoria do stakeholder, a teoria da gestão de projeto e a Stakeholder management agency theory contribuíram para a base intelectual da governança multistakeholder. A história e a teoria da governança multistakeholder, entretanto, se afastam desses modelos de quatro maneiras.  As teorias iniciais descrevem-se como uma instituição central (seja um negócio, um projeto ou uma agência de governo) deveria envolver-se mais formalmente com as instituições relacionadas (sejam outras organizações, instituições ou comunidades). Na governança multistakeholder, o elemento central é uma preocupação pública (por exemplo, proteção do clima, gerenciamento da Internet ou uso de recursos naturais), não sendo uma organização preexistente. Além, as teorias anteriores visavam fortalecer uma instituição preexistente. Na governança multistakeholder, os grupos multistakeholders podem fortalecer as instituições associadas, mas podem também marginalizar instituições ou funções dos órgãos de governança existentes (por exemplo, órgãos reguladores governamentais, autoridades, Organização das Nações Unidas). Tal como as teorias anteriores se preocupavam em melhorar as operações das corporações e gestão de projetos, eles não precisavam de lidar com as consequências da gestão pública das tomadas de decisão multilaterais das partes interessadas. Eles também forneciam pouca ou nenhuma orientação ao grupo autônomo de partes interessadas sobre as suas regras internas de como gerir, já que a instituição preexistente já tinha o seu próprio sistema de funcionamento na tomada de decisões.
Sendo este um sistema de gestão em evolução, boa parte dos seus fundamentos teóricos é uma combinação de uma escrita formal teórica e uma teoria derivada da prática. A escrita formal teórica mais extensa e a proposta prática mais detalhada é a Iniciativa da Global Redesign Initiative (GRI) do Fórum Econômico Mundial.

### Global Redesign Initiative(GRI) do Fórum Econômico Mundial
O relatório de 600 páginas “Everybody's Business: Strengthening International Cooperation in a More Interdependent World" é uma proposta abrangente para reformular a governança global. O relatório procura mudar de maneira fundamental o sistema de governança global construído desde a Segunda Guerra Mundial. O relatório é uma série de vastos documentos políticos sobre a governança  multistakeholder e uma ampla variedade de opções de políticas específicas escritos pelos autores do Fórum Econômico Mundial. Estas políticas e recomendações de programas temáticos foram elaboradas para mostrar a capacidade da nova estrutura de governança  em responder a uma variedade de crises globais. Essas áreas de política global incluem fluxos de investimento; sistemas educativos; sistemas de risco financeiro; filantropia e investimentos sociais; segurança energética; cooperação internacional em segurança; mineração e metais; o futuro do governo; gestão do oceano; e valores éticos. O que diferencia a proposta do Fórum Econômico Mundial é que ela foi desenvolvida como um esforço cooperativo de mais de 750 especialistas de empresas internacionais, governamentais e comunidades acadêmicas que trabalharam em sessenta tarefas separadas por um ano e meio.
O Fórum Econômico Mundial também teve cinquenta anos de experiência em convocar as principais partes interessadas dos sectores político, econômico, cultural, sociedade civil, religiosa e outras comunidades para discutir o caminho a seguir nos assuntos globais. Como as três cadeiras observaram na introdução ao relatório GRI: "Chegou a hora de um novo paradigma da governação internacional análoga a aquela proposta na stakeholder theory of corporate governance, no qual próprio o Fórum Econômico Mundial".
Este processo explicito da escrita teórica, combinado com a teoria derivada da prática, ocorreu também na Organização das Nações Unidas, em comissões globais independentes, em debates sobre governança da Internet e naquelas entidades privadas que definem séries de standard éticos e ambientais.

### Contribuições de órgãos intergovernamentais na Organização das Nações Unidas
Considera-se que o esforço da Organização das Nações Unidas para definir a governança multistakeholder começou em 1992 com a Conferência das Nações Unidas sobre o Meio Ambiente e o Desenvolvimento (mais conhecida com a Conferência do Rio). Lá, os governos criaram nove grandes grupos não-estatais que poderiam fazer parte do processo intergovernamental. Dez anos depois, em Joanesburgo, a conferência de follow up, Rio+10, criou um novo processo deimplementação multilateral chamado oficialmente “type II conference outcomes” (resultados da conferência tipo II), onde as empresas transnacionais, ONGs e governos comprometeram-se em trabalhar juntos para implementar uma seção especifica do relatório da conferência.
Em um esforço separado, a Assembleia Geral das Nações Unidas publicou uma série de resoluções sobre as parcerias. A primeira resolução (2002) atirou "a atenção dos Estados-Membros para iniciativas que incluem varias partes interessadas, em particular o Pacto Global, a Aliança Global para Vacinas e Imunizações, o processo de diálogo com várias partes interessadas da Comissão das Nações Unidas para o Desenvolvimento Sustentável e a Information and Communication Technologies Task Force delle Nazioni Unite". Nos 17 anos seguintes, os governos continuaram a evoluir na compreensão de governança multistakeholder, adotando outras oito resoluções relacionadas.
Na mais recente resolução sobre as parcerias (2019), os governos identificaram uma série de princípios que deveriam definir uma parceria multilateral. Os governos “insistem em que os princípios e abordagens que regem essas parcerias e acordos devem basear-se em bases sólidas dos propósitos e princípios das Nações Unidas, conforme estabelecido na Carta das Nações Unidas ... [Uma parceria deve] ter um objetivo comum, ser transparente, não conferir vantagens injustas a nenhum parceiro das Nações Unidas, oferecer benefícios e respeito mútuos, identificar responsabilidades, respeitar as modalidades das Nações Unidas, ter uma representação equilibrada dos parceiros relevantes dos países desenvolvidos e em desenvolvimento e países com economias em transição, sem comprometer a independência e a neutralidade do sistema das Nações Unidas em geral e de suas agências em particular ". Na mesma resolução, a Organização das Nações Unidas definiu ainda o 'objetivo comum' e 'benefício e respeito mútuos' como parcerias voluntárias e como "relações de colaboração entre várias partes, públicas e não públicas, em que todos os participantes concordam em trabalhar juntos para alcançar um objetivo comum ou realizar uma tarefa específica e, conforme mutuamente acordado, partilhar riscos e responsabilidades, recursos e benefícios"

### Contribuições de organizações da sociedade civil envolvidas no Organização das Nações Unidas
As organizações da sociedade civil tiveram uma série de trocas paralelas, mas distintas, sobre a teoria e a prática da governança multistakeholder. Dois elementos da definição de governança com várias partes interessadas que não são centrais no debate intergovernamental foram: (1) a conexão entre democracia e governança com várias partes interessadas; (2) a avaliação da eficiência e eficácia dos projetos com várias partes interessadas.
Dodds, um dos fundadores do stakeholder Forum, argumenta que "envolver as partes interessadas no processo de tomada de decisão aumenta a probabilidade de colaborar entre si e com os governos em todos os níveis para ajudar a manter os compromissos associados aos acordos [adotados no nível intergovernamental]". Nesta perspetiva, a evolução da governança multistakeholder marca uma transformação positiva da democracia representativa para a democracia participativa baseada no envolvimento das partes interessadas.
O relatório do Transnational Institute (TNI), de Amsterdam, sobre os processos multilaterais. tem uma perspetiva diferente. Considera que a democracia corre grande risco da governança multistakeholder. TNI vê a falta de legitimidade no processo de seleção pública para as “partes interessadas”; o desequilíbrio inerente de poder entre categorias de “partes interessadas”; particularmente empresas transnacionais e grupos comunitários; e a intrusão dos interesses comerciais no processo formal de tomada de decisão internacional, em contraposição ao desenvolvimento de um sistema democrático global representativo. Gleckman, um associado da TNI e membro sênior do Center for Governance and Sustainability, UMass-Boston, aborda outros tópicos sobre a natureza intrinsecamente não democrática da governança com várias partes interessadas

### Contribuições de comissões internacionais
A Comissão sobre a Governança (thevGlobal Commission for the Global Governance 1991-1994), o Processo de Helsinque para Globalização e democracia (Helsinki Process on Globalisation and Democracy 2003-2007), e a Comissão Mundial de Barragens (World Commission on Dams 1998-2001) abordaram a evolução do conceito de participação multilateral como força na governança global.
Por exemplo, a Comissão Mundial de Barragens (WCD) foi criada em 1998 como um órgão global de governança multistakeholder pelo Banco Mundial e a União Internacional para a Conservação da Natureza (IUCN) em resposta à crescente oposições a projetos de grandes barragens. Os doze membros da Comissão vieram de diferentes origens, representando assim um amplo espectro de interesses envolvidos na construção de grandes projetos de barragens, incluindo governos, organizações não governamentais (ONGs), empresas que operam no setor e movimentos populares, multinacionais, acadêmicos, associações industriais e consultores.
No relatório final da WCD, o presidente, o professor Kader Asmal, descreveu os pontos de vista dos comissários sobre a governança multistakeholder. Ele escreveu "Somos uma comissão que serve para curar as feridas profundas e autoinfligidas por inteiro, onde e quando são muito poucos os que determinam para muitos outros a melhor forma de desenvolver ou usar a água e os recursos energéticos. Essa é frequentemente a natureza do poder e a motivação daqueles que o questionam. Recentemente a maioria, dos governos, indústrias e agências de ajuda foram desafiados em todo o mundo por decidirem o destino de milhões e sem incluir os pobres, ou mesmo a maioritária população dos países em que eles acreditam que estão a ajudar. Para conferir a legitimidade sobre tais decisões da época, o real desenvolvimento deve estar centrado nas pessoas, respeitando o papel do Estado como mediador, e muitas vezes representando, os seus interesses ... nós não apoiamos a globalização que foi liderada por cima por alguns homens. Apoiamos a globalização sendo liderada de baixo por todos, uma nova abordagem global à política e desenvolvimento da água ".

### Contribuições de atores-chave na governança da Internet
O papel da governança multistakeholder nos processos da Internet dominou a Cúpula Mundial sobre a Sociedade da Informação (WSIS 2003-2005). No entanto, a cúpula não conseguiu abordar satisfatoriamente o problema da exclusão digital fosso digital nos países em desenvolvimento .
O resultado final da cúpula, a Agenda de Tunis (2005),. consagrou um tipo de modelo particular da participação múltipla na governança da Internet, no qual, a pedido urgente dos Estados Unidos, a principal função da administração e gestão de nomeação e endereçamento foram delegados ao setor privado (a Corporação da Internet para Atribuição de Nomes e Números, ICANN)
Esta política dos EUA de usar processos com múltiplas partes interessadas com o efeito de favorecer a privatização de funções que deveriam ter sido tradicionalmente realizados pelas agências governamentais foi também expresso numa declaração de 2015 pela Julie Napier Zoller, uma funcionária sênior do Bureau of Economic and Business Affairs do Departamento de Estado dos EUA. Ela argumentou que "Toda a reunião enriquecida pela participação de partes interessadas serve como exemplo e abre um precedente que abre portas para a participação de partes interessadas em futuras reuniões e fóruns."

## Definição das partes (stakeholders)
Existem geralmente definições aceitas para “partes interessadas” o “stakeholders” na management theory e geralmente aceites para os processos de selecionar “partes interessadas” na teoria de gestão de projetos. No entanto, não há uma definição comum aceite de 'partes interessadas' e nenhum processo geral reconhecido para designar “partes interessadas” na governança multistakeholder. Numa democracia, existe apenas uma categoria principal para a tomada de decisão pública, o cidadão. Ao contrário do conceito de 'cidadão' na teoria da governança múltipla e democrática, o conceito de “parte interessada“ na teoria e na prática permanece instável e ambíguo.
Na governança multistakeholder, existem três níveis de definições de 'partes interessadas': (1) a definição de categoria de 'partes interessadas': (por exemplo, empresa); (2) a definição ou especificação para selecionar organizações ou instituições dentro de uma 'categoria de partes interessadas': (por exemplo, microempresas ou empresas pertencentes a mulheres); e (3) a definição ou especificação para selecionar uma pessoa individual para representar uma designada organização ou instituição dentro de uma categoria de 'partes interessadas': (por exemplo, o CEO, o diretor de assuntos externos ou uma equipa profissional). Na prática, não é incomum que os fundadores de grupos de 'partes interessadas': selecionem um indivíduo chave para ser membro de um grupo com várias partes interessadas, e de seguida, classificar retroativamente essa organização de indivíduo e / ou indivíduos numa definição de categoria apropriada.

### Múltiplas definições de categorias de partes interessadas inseridas no sistema da ONU
Na conferência das Nações Unidas do Rio em 1992, os governos aceitaram formalmente nove Grandes Grupos como categorias de “membros". Os principais grupos designados foram mulheres, crianças e jovens, comunidades indígenas, organizações não governamentais, autoridades locais, trabalhadores e sindicatos, empresas e indústria, Comunidade Científica e Tecnológica e Agricultores. Duas décadas depois, a importância de envolver eficazmente estes nove setores da sociedade foi reafirmado pela Conferência Rio + 20. No entanto esta conferência adicionou outros membros incluindo comunidades locais, grupos de voluntários e fundações, migrantes e famílias, bem como idosos e pessoas com deficiência. Posteriormente, os governos foram também adicionados como membros. organizações filantrópicas privadas, entidades educacionais e acadêmicas e outros que atuam em áreas relacionadas com o desenvolvimento sustentável. A designação 'Major Groups' é agora citado como 'Principais grupos e outros membros
A gestão do sistema internacional da Organização do Trabalho (OIT) funciona com apenas três constituintes:’ trabalhadores', 'empresas' e 'governo'. Nesse arranjo tripartido, trabalhadores e empresas estão na mesmo posição como a dos governos.
O Comitê de Segurança Alimentar Mundial (SFC) possui diferentes categorias principais: 'Membros', 'Participantes' e 'Observadores'. O CFS vê-se como "a principal plataforma internacional e intergovernamental mais inclusiva para todas as partes interessadas no âmbito de trabalharem juntas para garantir a segurança alimentar e a nutrição de todos.”  A categoria dos 'participantes' inclui, no entanto, uma ampla variedade de atores sociais: (a) agências e órgãos da ONU, (b) sociedade civil e organizações não governamentais e as suas redes; (c) sistemas internacionais de pesquisa agrícola; instituições financeiras internacionais e regionais, (e) representantes de associações do setor privado, (f) fundações filantrópicas privadas.

### Múltiplas definições de categorias de partes interessadas fora do sistema da ONU (exemplos selecionados)
Ao contrário das múltiplas definições pertencentes ao sistema da ONU, a definição da categoria "parte interessada" para grupos autônomos multilaterais, geralmente são versões de definições "baseadas em interesses".
A Organização Internacional de Normalização (ISO) define um stakeholder o parte interessada como alguém que tenha interesse em qualquer decisão ou atividade de uma organização (ISO 26000). Hemmati, cofundador do Multistakeholder Processes Institute, uma organização de apoio multissetorial, define partes interessadas como "aqueles que têm interesse numa decisão específica, como indivíduos ou como parte de um grupo. Isso inclui pessoas que influenciam uma decisão, ou podem influenciá-la, bem como as pessoas afetadas por ela." A associação comercial internacional que define padrões ambientais e sociais, ISEAL, define grupos de partes interessadas como aqueles "que provavelmente têm interesse nos padrões ou que provavelmente serão afetados pela sua implementação e fornece-lhes mecanismos de participação adequados e acessíveis".

### Múltiplas definições usadas para selecionar organizações que têm categorias de partes interessadas individuais
Também não há uma definição consistente ou processo de seleção para definir as organizações individuais que possam "representar" uma determinada categoria de partes interessadas num determinado grupo com várias partes interessadas. Por exemplo, a categoria 'governo' pode envolver escritórios do governo a níveis nacional, regional, provincial e municipais, organizações intergovernamentais regionais (por exemplo a Comissão Europeia) secretarias intergovernamentais (por exemplo, FAO, WHO) ou incluir membros de parlamentos, órgãos reguladores, especialistas técnicos em departamentos governamentais e tribunais específicos. A categoria 'sociedade civil' poderia envolver organizações não estatais, a níveis internacionais, regionais e nacionais, movimentos sociais, órgãos religiosos, associações profissionais, organizações de desenvolvimento, Grupos humanitários ou ONG ambientais. A categoria de partes interessadas em 'negócios' pode significar empresas multinacionais, empresas nacionais de médio porte, pequenas e microempresas locais, associações comerciais a nível internacional, nacional ou local; empresas de países em desenvolvimento, empresas próprias minoritárias, empresas pertencentes a mulheres ou empresas verdes globais. Quando 'acadêmicos' fazem parte da categoria partes interessadas, os da mesma poderiam ser cientistas sociais, físicos, filósofos, especialistas do meio ambiente, professores de religião, advogados, administradores de universidades ou uma associação profissional filiada ao trabalho acadêmico.

### Variedade de definições e procedimentos para selecionar indivíduos para "representar" a organização dos seus partes interessadas pertencentes a uma designada categoria
Cada organização designada para "representar" uma categoria de partes interessadas pode usar o seu próprio método para selecionar um indivíduo a participar num grupo de partes interessadas.
Ao ter uma pessoa individual proveniente de uma determinada organização e participar na liderança de um grupo com várias partes interessadas não significa necessariamente que a organização patrocinadora (seja uma empresa, organização da sociedade civil ou governo) esteja a bordo. A participação de qualquer indivíduo pode significar apenas que um ofício ou departamento em específico optou por trabalhar com esse grupo multilateral. O indivíduo envolvido pode ter recebido permissão para fazer a ligação com um determinado grupo multilateral, e que a licença recebida seja para participar de sua capacidade pessoal, profissional, ou formalmente designado para representar uma organização específica.
Esta ambiguidade entre o compromisso da instituição como um todo e a participação de um representante individual de um escritório ou agência específica pode afetar várias funções diferentes, dentro e fora da participação do grupo de partes interessadas. Um grupo com várias partes interessadas pode muito bem ser capaz de afirmar publicamente que x governos ou y corporações transnacionais fazem parte do grupo multilateral, a fim de obter maior reconhecimento político e económico. Internamente, os outros participantes podem acreditar que as capacidades institucionais e os recursos financeiros da organização matriz podem estar disponíveis para atender às metas do grupo multilateral .

### Questões de governança no uso do termo "stakeholder" o "partes interessadas"
Não há nenhum esforço internacional em andamento para padronizar o conceito central de governança multistakeholder, nem esforços internacionais para padronizar o procedimento de designar uma organização ou um indivíduo dentro de qualquer categoria de partes interessadas.
Ao contrário do uso do termo stakeholder o parte interessada , na management theory e na project management theory existem vários fatores demográficos, políticos e sociais que podem impactar no uso do conceito de "partes interessadas" na governança. Entre as questões identificadas estão (a), a dificuldade de equilibrar o gênero, classe, etnia e representação da região geográfica em qualquer grupo de partes interessadas; (b) os potenciais conflitos de interesses entre 'negócios' de partes interessadas e dos seus mercados comerciais; (c) o poder assimétrico de diferentes categorias de partes interessadas e de diferentes organizações representando as categorias de parte interessada dentro de um grupo com várias partes interessadas; e (d) a falta de revisão sobre a configuração ou mecanismo judicial para apelar à seleção de categorias de partes interessadas; organizações de partes interessadas pertencentes a uma categoria ou a seleção da pessoa para representar uma organização de partes interessadas.

## Tipos de grupos
Acordos de governança multistakeholder estão a ser usados - ou estão a ser propostos para serem usados – com o objetivo de abordar uma ampla gama de desafios globais, regionais e nacionais. Esses desafios de governança, geralmente aqueles que têm um impacto político, econômico ou de segurança significativo podem ser categorizados da seguinte maneira: (1) aqueles que se envolvem na formulação de políticas públicas com participação governamental mínima ou marginal; (2) aqueles envolvidos na definição de padrões de governo de mercado que antes eram uma função estatal; e (3) os envolvidos em implementar projetos de larga escala, geralmente projetos de infraestrutura de larga escala, com a participação do governo.

### Grupos orientados a políticas
Grupos de governança multistakeholder orientados a políticas são usados para resolver problemas de política internacional. Estes grupos tendem a surgir quando intervenientes globais acreditam que uma intervenção política é necessária, mas os governos ou organizações intergovernamentais não estão dispostas ou são incapazes de resolver uma questão política. A maioria dos grupos de governança multistakeholder são independentes de organizações multilaterais, enquanto alguns podem incluir o sistema multilateral para a sua aprovação ou apoio .
Exemplos de grupos de governança multistakeholder orientados por políticas:
- Consultas públicas da Comissão Europeia[31]
- O Global Futures Councils do Fórum Econômico Mundial[32]
- World Commission on Dams
- Kimberley Process Certification Scheme
- Renewable Policy Network for the 21st Century
- Global Partnership for Oceans

### Grupos orientado a produtos, finanças e processos informáticos
Grupos multilaterais orientados a produtos, finanças e processos informáticos são organizações que estabelecem padrões para produtos e processos negociados internacionalmente e / ou fornecem financiamento a um conselho de partes interessadas.
Para os produtos, o objetivo é facilitar produtos éticos e ambientais, propícios ao desenvolvimento desejado pelos consumidores e benéfico para produtores e revendedores.
Os processos informáticos referem-se a novas tecnologias, em rápida evolução, complexas e de alto impacto no mercado internacional que carecem de padrões domésticos ou supervisão regular. Os grupos com várias partes interessadas determinam como os processos podem funcionar melhor internacionalmente enquanto competem com interesses comerciais concorrentes. Estes grupos trabalham com organizações de justiça social da sociedade civil, órgãos acadêmicos e governamentais para resolver conflitos e planear um caminho a seguir.
Ao contrário das organizações filantrópicas tradicionais, os grupos multilaterais orientados para finanças operam com um órgão governamental que escolhe explicitamente indivíduos para "representar" as opiniões das várias partes interessadas de específicas categorias
Exemplos de grupos multilaterais orientados a produtos:
- Comité Económico e Social Europeu
- Better Cotton Initiative (BCI)
- Forest Stewardship Council (FSC)
- Global Coffee Platform (GCP)
- GoodWeave
- Marine Stewardship Council (MSC)
- Roundtable on Sustainable Biomaterials (RSB)
- Roundtable on Sustainable Palm Oil (RSPO)
- Initiative for Responsible Mining Assurance

Exemplos de grupos multilaterais orientados a processos:
- Corporação da Internet para Atribuição de Nomes e Números
- Fairtrade International (FLO)
- FramingNano Project
- Global Partnership for Business and Biodiversity
- Carnegie Climate Geoengineering Governance Initiative
- Internet Governance Forum (IGF)

Exemplos de grupos multilaterais orientados a finanças:
- GAVI (Aliança Mundial para Vacinas e Imunização)
- CGIAR (precedentemente "Conselho de Pesquisa Agrícola Internacional")

### Grupos multilaterais orientados a projetos
Grupos multilaterais orientados a projetos realizam tarefas globais ou nacionais que os governos ou o sistema multilateral são incapazes de realizar. Grupos globais orientados a projetos cumprem metas de governança implementados pelo sistema multilateral. Grupos nacionais orientados a projetos dirigem-se a uma necessidade pública da qual o governo relevante não é capaz de cumprir. Eles podem operar a nível local, estatal ou nacional no âmbito orientado a projeto. Grupos multilaterais são frequentemente chamados de parcerias público-privadas (PPP).
Exemplos de grupos globais orientados a projetos:
- Alliance for Water Stewardship
- Roll Back Malaria
- Accord on Fire and Building Safety in Bangladesh
- Global Alliance for Improved Nutrition
- The Global Polio Eradication Initiative
- The Global Fund to Fight AIDS, Tuberculosis and Malaria
- Sustainable Energy for All

Exemplos de onde grupos nacionais orientados a projetos podem atuar:
- Obras publicas
- Transportes
- Infraestruturas
- Espaços públicos

## Relações com instituições

### Com o sistema multilateral
Diferentes partes do sistema multilateral estão envolvidas de diferentes maneiras nos três tipos de grupos multilateral. Estes incluem organismos multissetoriais solicitados por um órgão intergovernamental (por exemplo, objetivo 17 dos Objetivos de Desenvolvimento Sustentável ODS); organismos multissetoriais organizados por e legalmente dependentes Secretário-geral das Nações Unidas (por exemplo, Pacto Global); organismos multissetoriais que ofereçam apoiar financeiramente certos objetivos e projetos da ONU; Organizações de desenvolvimento de projetos filiadas da ONU que consideram a implementação de partes interessadas de maneira mais eficaz e eficiente do que o sistema estatal ou o sistema de implementação da ONU; organismos multissetoriais não patrocinados pela ONU que se alinham formalmente com  o sistema da ONU e organismos multissetoriais não patrocinados pela ONU, onde os funcionários do sistema da ONU podem servir dentro das suas capacidades profissionais.
Por outro lado, alguns órgãos multilaterais são intencionalmente independentes do sistema da ONU. Desta forma, o desvinculação do sistema da ONU foi formulado pela Global Redesign Iniciativa como a plurilateral, as alianças de pessoas dispostas e capazes” para trabalhar fora da estrutura intergovernamental. Exemplos dessa prática são organismos de múltiplas partes interessadas que procuram explicitamente a autonomia de regulamentos legais e estatais vinculativos , a lei branda do sistema intergovernamental (por exemplo, gestão da Internet); órgãos multissetoriais de configuração padrão, que percebem que o sistema das Nações Unidas falhou em abordar as suas preocupações, e consequentemente, optar por agir sem o envolvimento do sistema da ONU; e fontes internacionais de financiamento com várias partes interessadas que optam por ser independentes do processo intergovernamental (por exemplo, GAVI).
Por fim, alguns órgãos de partes interessadas desejam desvincular-se do sistema da ONU no seu quotidiano, mas mesmo assim procuram patrocínio intergovernamental da ONU relativamente ao resultado dos acordos autônomos (por exemplo, Esquema de Certificação de Processo de Kimberley).
i. A visão das instituições multilaterais sobre processos de governança multistakeholder
Sendo um sistema de governança global em evolução, diferentes partes do sistema da ONU descrevem a sua importância de diferentes maneiras. Por exemplo, o Banco Mundial observa que as iniciativas multissetoriais reúnem o governo, sociedade civil e setor privado a abordar desafios complexos de desenvolvimento que apenas uma parte não teria capacidade, recursos e know-how para fazê-lo de uma forma mais eficaz; O Banco Asiático de Desenvolvimento afirma que grupos de partes interessadas permitem que as comunidades articulem as suas necessidades, e ajude a moldar os processos de mudança e mobilizar um amplo apoio a reestruturações difíceis; o Pacto Global acredita que convocando empresas comprometidas com partes interessadas especialistas e relevantes, a ONU pode fornecer um espaço colaborativo para gerar e implementar práticas avançadas de sustentabilidade corporativa e inspirar a uma compreensão e aceitação generalizada de soluções de sustentabilidade entre as empresas de todo o mundo; e o objetivo da parceria incluído nos Objetivos de Desenvolvimento Sustentável (objetivo 17) procura usar parcerias com várias partes interessadas para mobilizar e partilhar conhecimento, experiência, tecnologia e recursos financeiros para implementar o programa dos Objetivos de Desenvolvimento Sustentável.
ii. Preocupações de políticas públicas geradas sobre o envolvimento de várias partes interessadas no sistema multilateral
Alguns governos, organizações da sociedade civil e a média internacional contestaram a legitimidade e adequabilidade do compromisso multilateral com o multilateralismo e levantaram preocupações de que a integridade e legitimidade da ONU estão a ser ameaçadas pelo sistema da governança multistakeholder. Eles contestaram um acordo estratégico de parceria entre o escritório do Secretário-geral das Nações Unidas e o Comitê do Fórum Econômico Mundial; a organização planeada de conferências internacionais que contornam o processo preparatório dos sistemas intergovernamentais para alguém centrado no compromisso de múltiplas partes interessadas com o sistema do secretariado da ONU; a mudança para um desenvolvimento ascendente , a transição do abordagem de top-down a bottom-up, mesmo que com várias partes interessadas; a oferta de pessoal gratuito do Fórum Econômico Mundial ao Diretor Executivo da ONU; e o processo de grandes organismos internacionais multissetoriais que estabelecem metas políticas globais através da sua filantropia.

### Com empresas transnacionais e organizações relacionadas ao sector da indústria
A maioria das empresas transnacionais e organizações relacionadas a negócios não tem mecanismos de governança multistakeholder. No entanto, o setor empresarial e as grandes empresas multinacionais são frequentemente vistas como participantes essenciais em qualquer empresa com várias partes interessadas. Algumas dessas empresas veem benefícios de longo prazo no modelo de governança multistakeholder, preferindo esse sistema à regulamentação estrita do estado ou à soft law do direito internacional.
Para empresas de setores com um perfil negativo alto , os órgãos com múltiplas partes interessadas podem ser instrumentos úteis para identificar soluções para dificuldades complexas ou restabelecer a credibilidade pública da sua empresa ou setor. Para outras empresas, os grupos de várias partes interessadas fornecem uma entrada institucional nas estruturas de governança global  ou um arranjo institucional fora do sistema da ONU para liderar na definição de políticas internacionais e programas.
Para outras empresas, os benefícios são de curto prazo. Os benefícios a curto prazo incluem trabalhar para moldar a especificação técnica para um nicho de mercado internacional; criando aceitação pública e expectativas para novos mercados; e gerir as perceções públicas da sua empresa.
Porém de longe, o maior número de empresas transnacionais que se envolvem com a governança multistakeholder são aquelas que participam em parcerias público-privadas (PPP), focadas em projetos, a níveis nacional e internacional. Estas empresas multinacionais e empresas nacionais associadas podem usar o formulário PPP para resolver ambas as falhas do Estado e para resolver a necessidade socioeconómica-ambiental e obter aprovação do estado para a privatização de um determinado setor ou região de uma economia.
Estas mudanças no papel do setor empresarial alteram distinções público-privadas de longa data e, como tal, existem implicações para a tomada de decisão democrática global e nacional.

### Com organizações da sociedade civil, não governamentais e movimentos sociais
Um dos impulsionadores da criação de organizações da sociedade civil, organizações não governamentais ou movimentos sociais foi para as mesmas serem autônomas de governos e interesses comerciais. Com o advento de governança multistakeholder, algumas instituições mudaram intencionalmente dessa posição autônoma de forma a poderem atingir objetivos institucionais específicos; outros juntaram-se a grupos multissetoriais, particularmente PPPs, devido à ansiedade de serem excluídos de decisões cruciais, enquanto que a maioria dessas organizações permanecem autônomas de governos e interesses comerciais e desconectados de grupos com várias partes interessadas.
No primeiro caso, algumas organizações da sociedade civil foram fundadoras de organismos internacionais de definição de padrões em parceria com empresas multinacionais de sectores específicos  e empresas nacionais; aderiram a grupos de políticas multissetoriais de alto nível; participaram em grupos com várias partes interessadas reunidas para implementar os objetivos do sistema da ONU (por exemplo, o objetivo 17 do ODS); e aderiram a iniciativas internacionais de monitoramento de grupos multilaterais.
No segundo caso, as organizações da sociedade civil que foram confrontadas com a criação de uma poderosa PPP acham que a não participação deixara-os numa séria desvantagem local; outras organizações da sociedade civil prefeririam que um governo ou o sistema da ONU abordaria um determinado tópico e não veria outra maneira de definir padrões para essa seção (por exemplo, Plataforma Global do Café).
No terceiro caso, organizações da sociedade civil, organizações não governamentais e movimentos sociais tomaram medidas positivas para dissuadir governos, as empresas transnacionais e outras organizações da sociedade civil, ONGs e movimentos sociais que não devem participar em grupos com várias partes interessadas; Algumas destas organizações apelaram ao Secretário-geral das Nações Unidas para se retirar de parcerias com organismos multissetoriais.

### Com governos, particularmente órgãos de formulação de políticas, agências reguladoras e infraestrutura empresariais
Alguns governos envolvem-se com o multilateralismo para desenvolver políticas públicas ou para evitar o desenvolvimento de políticas públicas. Esses governos, ou mais precisamente partes de governos, apoiaram partes interessadas que abordam questões complexas de política pública, optaram por abordar questões sensíveis intergovernamentais sem o envolvimento do sistema da ONU e optaram por abordar questões paramilitares sem o envolvimento das Nações Unidas (por exemplo, o International Code of Conduct for Private Security Service Providers).
Os governos não são uniformes no uso de órgãos multissetoriais para a formulação de políticas. Em vários casos, alguns governos usam o modelo de governança multistakeholder como um mecanismo de políticas públicas. Na mesma questão de política pública, outros governos opõem-se ao uso do governança multistakeholder, preferindo assim considerar uma questão através de acordos multilaterais ou bilaterais. Essa tendência é particularmente visível na governança da Internet ou, por exemplo, quando organismos internacionais privados dedicados à definição de padrões internacionais de produção operam sem a participação de países em desenvolvimento (UNCTAD - Forum on Sustainability Standards). No caso da gestão da Internet, as principais empresas privadas o quais nesta área procuram ter pouco ou nenhum envolvimento com os governos.
Todos os governos têm instituições reguladoras que definem padrões para os produtos. O multilateralismo apresenta uma oportunidade de ter um acordo alternativo que mude o processo dos padrões de formulação e monitorização para um organismo com várias partes interessadas e muda os padrões de obrigatório para voluntário. Exemplos do uso de grupos multissetoriais pelos governos inclui a opção de seguir os conselhos de grupos de partes interessadas especialistas em vez de estabelecer organizações especializadas baseadas no governo, existem esforços que seriam bem recebidos para que os padrões de governança multistakeholder sejam estabelecidos pelas empresas multinacionais e pela sociedade civil para evitar conflitos com empresas multinacionais do país e de outras empresas (por exemplo, Acordo sobre Segurança Contra Incêndios e Construção Civil em Bangladesh) e apoiar a definição voluntária de padrões privados para espaços não-governados e sub-governados (por exemplo, oceanos). Muitos destes casos representam uma privatização indireta de serviços e bens públicos.
Outros governos ou partes do governo participam ativamente com parcerias público-privadas baseadas em projetos. No PPP, os governos concordam em conceder á governança dejure ou de facto sobre um recurso natural (ou seja, acesso á água) ou a área em torno de um projeto de infraestruturas para um determinado grupo com várias partes interessadas. O grau de controlo explícito ou implícito transferido para o PPP e na medida em que as expectativas iniciais de operações e os preços não são atingidos tornou-se uma questão controversa de governança.

### Com institutos e associações profissionais
Enquanto mais de 250 acadêmicos ajudaram o Fórum Econômico Mundial a desenvolver a sua Global Redesign Initiative, a maioria dos membros da comunidade acadêmica e a maioria das associações profissionais não estão envolvidos com grupos de partes interessadas. Os acadêmicos envolvidos em grupos multilaterais tendem a participar em grupos de participação múltipla na formulação de políticas ou o desenvolvimento de padrões internacionais de produtos e configurações de processos.
[i] University of Boston Massachusetts (2012). Experts Groups by Constituency. Center for Governance and Sustainability. Retrieved from [16]
Alguns especialistas de universidades juntam-se a organismos multissetoriais orientados para negócios de maneira semelhante à adesão dos conselhos corporativos de empresas individuais. No entanto, em vez de fornecerem os seus conhecimentos a uma empresa como consultores ou membro do conselho, estudiosos do conselho de uma organização de governança com partes interessadas, particularmente aqueles que definem padrões internacionais de produtos ou processos, passaram de um consultor e de papel de investidor para um funcionalmente semelhante a de um funcionário regulador do estado.
Em alguns casos, os professores universitários são recrutados por grandes empresas ou governos para criar um ambiente acadêmico de negócios, uma organização governamental para abrir novos mercados para essa empresa ou para o setor em questão.  Noutros casos, grupos multilaterais e universidades organizam projetos e pesquisas multissetoriais.